# Cuore per Inka

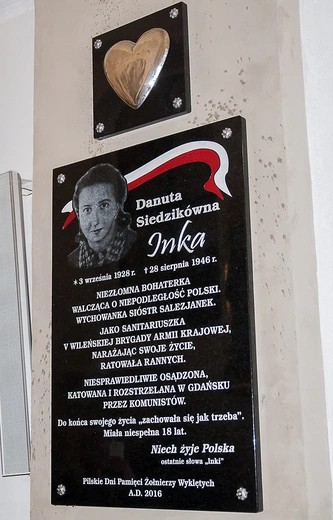
Cuore per Inka a Piła

Cuore per Inka è una campagna avviata commemorare l'eroica infermiera dell'Armia Krajowa, Danuta Siedzikówna "Inka". I cuori sono realizzati in argento proveniente da donazioni e contengono terra prelevata dalla tomba di Inka. L'iniziativa mira a formare atteggiamenti eroici, di leadership e patriottici nella società, in particolare tra le giovani donne.

## Storia
L’azione “Cuore per Inka” onora adeguatamente Danuta Siedzikówna-Inka e ricorda la sua storia. “Inka” è una figura simbolica definita “l’infermiera dei soldati d’élite”. L’idea della commemorazione nacque a Danzica quando il team del prof. Krzysztof Szwagrzyk cercava i resti di Inka nell’ambito delle attività dell’Istituto della Memoria Nazionale. Don partecipò ai lavori come volontario. Quando fu trovata Inka, il sacerdote prese un po’ di terra dalla sua tomba, poiché per i Salesiani Inka è un’icona della gioventù. Dopo il trasporto della terra a Piła, nacque l’idea di raccogliere il più possibile argento, fonderlo e creare un’urna in cui versare la terra proveniente dal luogo del ritrovamento dei resti di Inka. La raccolta dell’argento fu annunciata nella parrocchia della Sacra Famiglia. La prima targa commemorativa e il cuore d’argento con la terra di Inka furono svelati il 1º marzo 2016 nella chiesa della Sacra Famiglia a Piła.

## Commemorazione - Inaugurazione dei Cuori per Inka
- 01.03.2016 Chiesa della Sacra Famiglia, Piła.
- 17.06.2016 Scuola primaria e media Danuta Siedzikówna “Inka”, Czarne.[1]
- 05.03.2017 Chiesa di Nostra Signora Regina delle Famiglie - Dziekanów Leśny (Łomianki).[2]
- 22.10.2017 Parrocchia di San Zygmunt, Varsavia
- 01.03.2018 Chiesa di Santa Faustina, Groszowice (Jedlnia-Letnisko).[3]
- 16.06.2018 Scuola primaria Danuta Siedzikówna "Inka", Stare Drzewce.
- 21.07.2018 Chiesa di San Michele Arcangelo, Butrymańce, Lituania[4]
- 30.09.2018 Santuario della Madonna della Vittoria, Ossów vicino a Varsavia[5]
- 24.02.2019 Chiesa di San Nicola, Grudziądz[6]
- 25.08.2019 Chiesa di Santa Caterina, Starogard Gdański.[7]
- 03.09.2019 Complesso scolastico salesiano, Ostróda[8]
- 29.09.2019 Parrocchia della Divina Misericordia, Gostynin[9]
- 13.09.2020 Chiesa di Nostra Signora di Fatima, Dębno.[10]
- 28.02.2021 Chiesa di San Marco, Bydgoszcz[11]
- 17.09.2021 Chiesa di San Martino, Sarnowo.[12]
- 01.03.2022|28.08.2024 Chiesa di San Giovanni Bosco, Gdańsk Orunia.
- 07.01.2023 Santuario della Madonna di Częstochowa, Jasna Góra.[13]
- 01.03.2023 Basilica di Santa Brigida, Danzica.[14]
- 10.05.2023 Scuole Salesiane, Toruń[15]
- 03.09.2023 Museo dei Soldati Maledetti, Varsavia.[16]
- 25.02.2024 Chiesa di San Stanislao Kostka, Płock[17]
- 01.03.2024 Chiesa dell’Annunciazione della Beata Vergine Maria, Białystok.[18]
- 20.09.2024 Comunità della Divina Misericordia, Šalčininkai. Dono degli ex attivisti della Federazione della Gioventù Combattente.[19]
- 28.02.2025 Scuole Salesiane, Stettino[20]
- 02.03.2025 Chiesa della Sacra Famiglia, Słupsk.[21]